# Associazione Calcio Ospitaletto 1991-1992
Questa voce raccoglie le informazioni riguardanti l'Associazione Calcio Ospitaletto nelle competizioni ufficiali della stagione 1991-1992.

## Rosa
| N. |                   | Ruolo | Calciatore           |
| -- | ----------------- | ----- | -------------------- |
|    | Italia (bandiera) | D     | Giorgio Ballini      |
|    | Italia (bandiera) | D     | Giuseppe Baronchelli |
|    | Italia (bandiera) | P     | Alessandro Bolpagni  |
|    | Italia (bandiera) | C     | Maurizio Cadei       |
|    | Italia (bandiera) | C     | Massimo Giannelli    |
|    | Italia (bandiera) | C     | Maurizio Giraldi     |
|    | Italia (bandiera) | P     | Mirko Guerrieri      |
|    | Italia (bandiera) | D     | Nicola Marangon      |
|    | Italia (bandiera) | C     | Massimo Mazzucchelli |
|    | Italia (bandiera) | D     | Stefano Meneghel     |

| N. |                   | Ruolo | Calciatore        |
| -- | ----------------- | ----- | ----------------- |
|    | Italia (bandiera) | C     | Gianpaolo Olivari |
|    | Italia (bandiera) | C     | Davide Onorini    |
|    | Italia (bandiera) | D     | Maurizio Pecoraro |
|    | Italia (bandiera) | D     | Ivan Pelati       |
|    | Italia (bandiera) | A     | Elenio Ragnolini  |
|    | Italia (bandiera) | A     | Luca Rainieri     |
|    | Italia (bandiera) | A     | Daniele Rusconi   |
|    | Italia (bandiera) | C     | Pietro Strada     |
|    | Italia (bandiera) | D     | Roberto Torchio   |